# Château de Douville
Le château de Douville est un ancien château fort, de la fin du XIIe siècle, aujourd'hui ruiné, dont les vestiges se dressent sur la commune française de Pont-Saint-Pierre dans le département de l'Eure, en région Normandie.
Les ruines du château sont recensées à l'inventaire général.

## Localisation
Les ruines du donjon sont situées à l'écart du bourg, en limite avec la commune de Douville-sur-Andelle, mais sur la rive droite de la rivière Andelle, sur le territoire de la commune de Pont-Saint-Pierre, dans le département français de l'Eure.

## Historique
Le château de Douville est ruiné au cours de la guerre de Cent Ans.

## Description

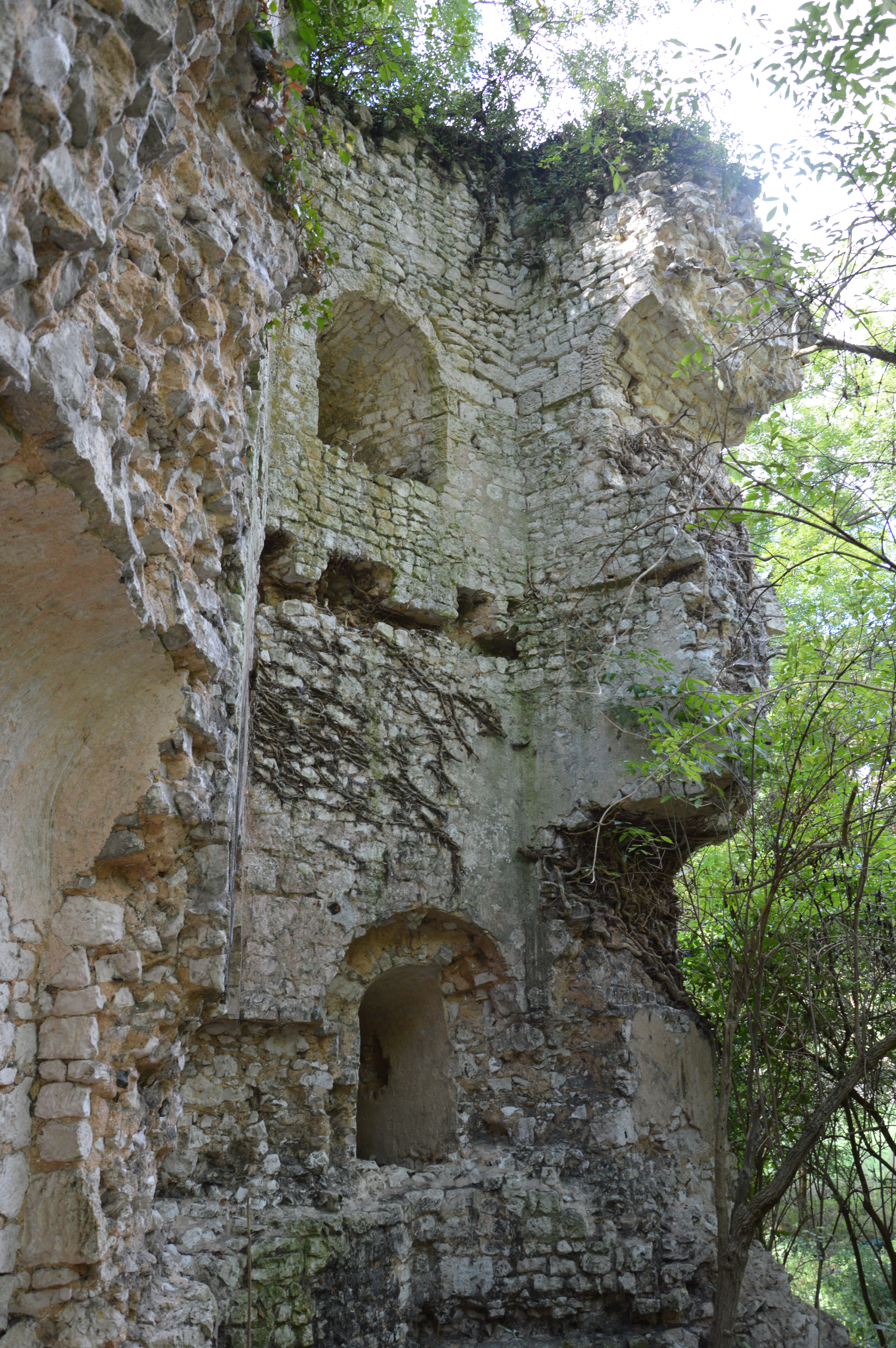

Il subsiste les ruines du donjon, flanqué de quatre tours comme le château des Tourelles, bâti à la fin du XIIe siècle et enfermé dans une enceinte épaulée de tours rondes dont il reste également des vestiges.